# 生化戰士3：黑暗之網
《生化戰士3：黑暗之網》（英語：Bionicle 3: Web of Shadows）是一部2005年丹麥和美國合製的科學奇幻動作電腦動畫電影，2003年電影《生化戰士：電腦動畫電影》與2004年電影《生化戰士2：迷城篇》的前傳，改編自樂高旗下的玩具產品線生化戰士。劇情主要發生在《迷城篇》結束之前；講述六位戰士回到家鄉美特呂（Metru Nui）島，以解救村民們，但此時島嶼已遭可怕的萬毒蜘蛛獸（Visorak）佔領；戰士們也被突變成半人半獸的「神魔戰士」（Toa Hordika），心智逐漸面臨吞噬。
本片2005年10月11日由博偉家庭娛樂公司和米拉麥克斯家庭娛樂公司採DVD首映發行。

## 劇情
六位「美特呂戰士」（Toa Metru）在將馬古他封印在能量液體監獄後，神秘的惡毒皇后露妲姬喚著他的名字，並取走監獄的一塊碎片，誓言要將馬古他從封印中解救出來。
美特呂戰士們離開美特呂為沈睡的馬特蘭村民尋找新家，並發誓要返回城市拯救當時被迫留下的人。然而，戰士們缺席的情況下，美特呂城已遭露妲姬的「索命者」萬毒蜘蛛獸（Visorak）大軍佔領，並俘擄了沉睡的村民們。戰士瓦克馬、諾佳瑪、馬淘、歐奈瓦、威努瓦和努祖發現此狀後不久，也被蜘蛛獸捕獲。蜘蛛獸國王毒蛛邪帝下令殺死他們，戰士們從高處墜落，並在途中開始突變。所幸，六名自稱是「生化獵者」（Rahaga）的飛行生物搭救。生化獵者的領袖火之獵者解釋，蜘蛛獸的毒液已將戰士們變成了「神魔戰士」（Hordika），若不解毒，身心都會遭受獸性吞噬，永遠無法恢復原樣，他們變回來的唯一希望在於一位傳說中的古老隱士——流星鎚異獸。
瓦克馬因不斷被馬淘質疑身為領袖的判斷而氣得離開，選擇獨自拯救村民。然而，他被蜘蛛獸逼到了絕境，並再次被帶到了鬥技場；輔佐毒蛛邪帝的露妲姬利用了瓦克馬目前的心態，向他提出了一項建議：如果讓他指揮蜘蛛獸，便能統治美特呂，無人能質疑其領袖能力。瓦克馬的神魔心智遭受吞噬而失去理智，接受了她的提議。
另一方面，五位戰士跟著獵者來到迦美特（Ga-Metru）區的聖靈廟（Great Temple）尋找流星鎚異獸下落的線索。瓦克馬在夜間伏擊了獵者們並捉走其中五人，只留下重傷的火之獵者作為警告。瓦克馬將五位獵者獻給毒蛛邪帝，後者授予他蜘蛛獸將軍的職位。火之獵者後來將瓦克馬的所作所為告知戰士們，重申他們必須在完全被獸性完全吞噬之前找到流星鎚異獸，否則將會重蹈瓦克馬的覆轍。使用襲擊前翻譯的銘文，這群人沿著一條小路橫跨整個美特呂，前往位於柯美特（Ko-Metru）區頂部的一處洞穴找到流星鎚異獸。流星鎚異獸儘管一開始不情願，但最後仍同意幫助他們。
戰士們返回鬥技場並與蜘蛛獸大軍交戰。馬淘獨自面對瓦克馬，而流星鎚異獸獨自追捕毒蛛邪帝和露妲姬。露妲姬算計了毒蛛邪帝，讓他被流星鎚異獸殺死。馬淘試圖在對決中喚醒瓦克馬；他為之前懷疑瓦克馬的領導能力而道歉，並提醒他作為戰士的職責以及拯救村民的使命，最終促使瓦克馬恢復理智。火之獵者救出了獵者同伴以協助戰士們，但露妲姬到達並要求掌控戰士的元素力量。瓦克馬和馬淘重新加入了團隊，此時的瓦克馬仍假裝忠於皇后。其他五名戰士試圖向她發射元素飛輪武器，但未能成功擊敗露妲姬，瓦克馬命令蜘蛛獸大軍離開，讓牠們獲得自由；瓦克馬隨後朝露妲姬開火，使她倒下並摧毀了對方之前從馬古他水晶監獄雕刻的心石。石頭的摧毀導致監獄被打破，馬古他被釋放並使用力量將馬古他傳送到安全的地方。瓦克馬深知自己的行為解放了馬古他，儘管如此仍相信他們可以再次阻止他。在流星鎚異獸的幫助下將神魔戰士們變回了美特呂戰士，戰士們告別了他和生化獵者，並帶著昏迷的村民離開了美特呂。
在第一部電影的事件之後，瓦克馬長老總結了他一直在向閃光杖、賈勒和哈莉講述的美特呂戰士故事。當他們離開時，瓦克馬告訴他們，現在該是尋找自己使命的時候。

## 配音員
- 亞歷山卓·朱利安尼（英语：Alessandro Juliani）配音瓦克馬（Toa Vakama）
  - 克里斯多夫·賈茲（英语：Christopher Gaze）配音瓦克馬長老（Turaga Vakama，旁白）
- 塔碧莎·卓曼配音諾佳瑪（Toa Nokama）
- 布瑞恩·德拉蒙德配音馬淘（Toa Matau）／歐奈瓦（Toa Onewa）
- 保羅·多布森（英语：Paul Dobson (actor)）配音威努瓦（Toa Whenua）／毒蛛邪帝（Sidorak）
- 崔佛·德瓦爾（英语：Trevor Devall）配音努祖（Toa Nuju）／風之獵者（Rahaga Iruini）
- 弗倫奇·提克納（英语：French Tickner）配音火之獵者（Rahaga Norik）
- 凱斯琳·巴爾配音露妲姬（Roodaka）／水之獵者（Rahaga Gaaki）
- 史考特·麥卡尼（英语：Scott McNeil）配音流星鎚異獸（Keetongu）／地之獵者（Rahaga Bomonga）

## 備註
1. ↑  在電影中，露妲姬的身體消失，被視為死亡。但實際上被馬古他拯救。在2008年的官方劇情「恐懼聯盟」中回歸。

## 外部連結
- 互联网电影数据库（IMDb）上《生化戰士3：黑暗之網》的资料（英文）
- 豆瓣电影上《生化戰士3：黑暗之網》的資料 （简体中文）